# الكسيس غراي
الكسيس غراي (بالإنجليزية: Alexis Gray-Lawson)‏ (و. 1987  م) هي لاعبة كرة سلة أمريكية، ولدت في أوكلاند، كاليفورنيا، شاركت في الألعاب الجامعية الصيفية 2009، بدأت مشوارها المهني سنة 2011، مركز لعبها هو مدافع مسدد الهدف.

## التعليم
تعلمت في Oakland Technical High School ‏
.

## جوائز
حصلت على جوائز منها:

Frances Pomeroy Naismith Award ‏

## روابط خارجية
- الكسيس غراي على موقع الاتحاد الوطني لكرة السلة النسائية (الإنجليزية)
- الكسيس غراي على موقع كرة السلة الأوروبية.كوم (الإنجليزية)
- الكسيس غراي على موقع كلية كرة السلة في سبورتس رفرنس.كوم (الإنجليزية)
- الكسيس غراي على موقع بروبوليرز (الإنجليزية)
- الكسيس غراي على موقع سبورتس رفرنس (الإنجليزية)